# Remdesivir

Struktur

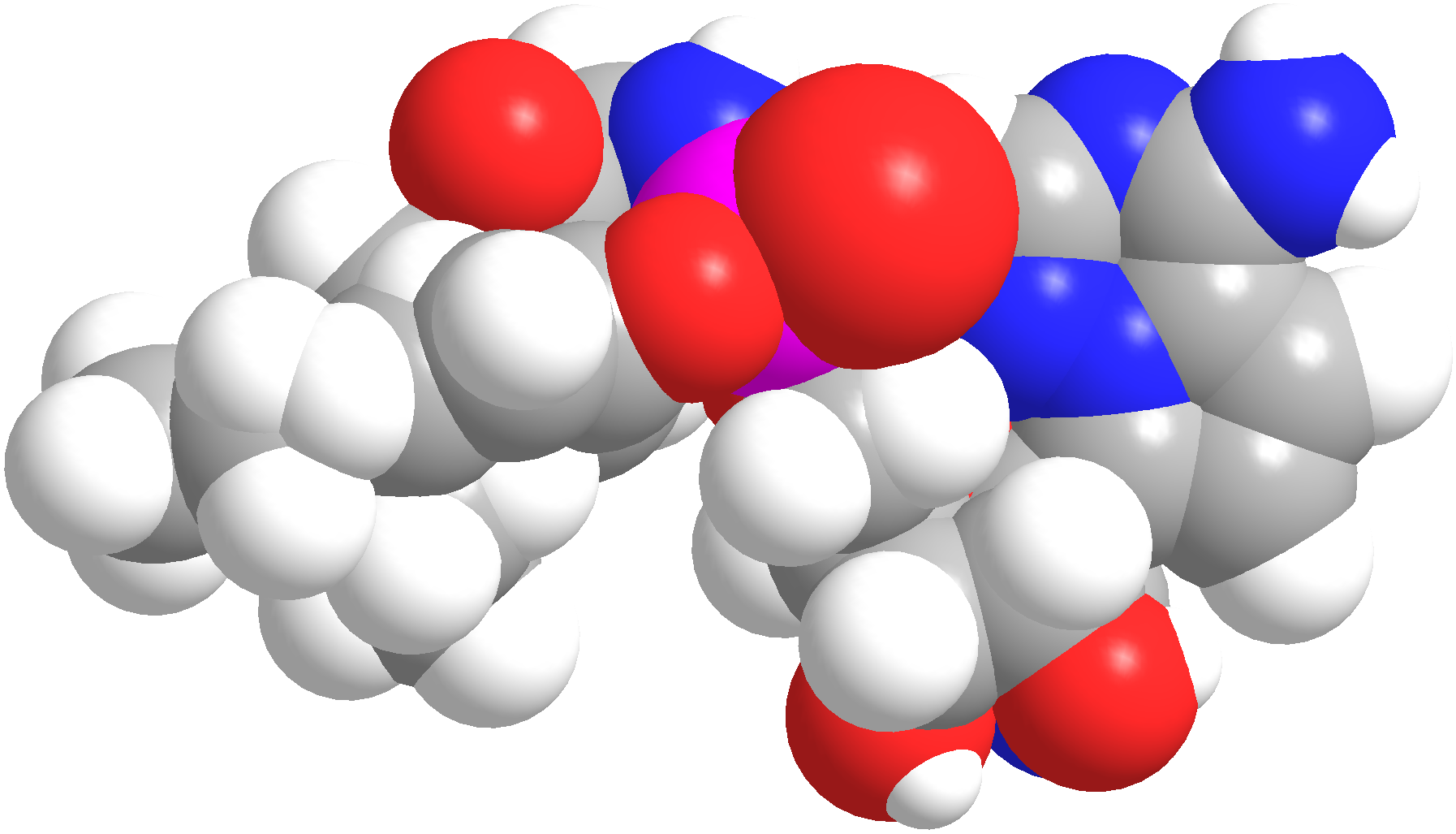
3D-modell

Remdesivir (utvecklingskod GS-5734 ) är ett antiviralt läkemedel som studeras under 2020 som en möjlig behandling för en COVID-19-infektion. Remdesivir är en nukleotidanalog, specifikt en adenosinanalog, som angriper virala RNA-kedjor, vilket gör att viruset får svårt att reproducera sig. 
Remdesivir utvecklades av det amerikanska läkemedelsföretaget Gilead Sciences under ledning av Tomáš Cihlář inom Gileads forskningsprogram för behandling av Ebolafeber och Marburgvirusinfektioner. Det upptäcktes senare att remdesivir var verksamt mot multipla filovirus, pneumovirus, paramyxovirus och möjligen coronavirus.

## Forskning
Remdesivir utvecklades av Gilead Sciences som en behandling mot ebolavirussjukdom och Marburg-virusinfektioner.  Det finns indikationer om att det kan verka mot andra enkelsträngade RNA-virus.  

## Behandling för Covid-19
Läkemedlet studeras som en eventuell behandling för COVID-19.
Vissa tidiga studier på Remdesevir under 2020 har varit positiva, medan kontrollstudier avbrutits bland annat på grund av negativa sidoeffekter. Remdesivir kvarstår dock per månadskiftet april/maj 2020 som ett av fyra hittills (maj 2020) av WHO identifierade möjliga verksamma läkemedel för behandling av Covid-19, Från oktober 2020 var dock WHO:s officiella hållning att Remdesivir varken förbättrar patientens överlevnadschans, chansen att slippa respiratorvård eller förkortar vårdtiden.